# Lysakerfjorden
Lysakerfjorden er den del af indre Oslofjord som ligger mellem Fornebu og Bygdøy, godt 2 kilometer vest for centrum af Oslo . Ved Lysakerfjorden ligger Lysaker og Vækerø. Mod nordøst i fjorden ligger øen Killingen, og nord for Killingen går Bestumkilen ind mod Skøyen. I nordvestenden munder den 39 kilometer lange Lysakerelven ud i fjorden 
Lysakerfjorden går forbi Lysaker Brygge med hurtigbåden til Nesodden og det store kontorkompleks Godthaab Lysakerfjorden.